# Ann-Marie MacDonald
Pour les articles homonymes, voir MacDonald.
Ann-Marie MacDonald, née le 29 octobre 1958 à Rheinmünster en Allemagne de l'Ouest, est une femme de lettres et actrice canadienne.

## Biographie
Ann-Marie MacDonald est romancière, dramaturge et comédienne. Elle est née sur la base de l’Aviation royale canadienne Baden-Soellingen, en ex-Allemagne de l’Ouest. Sa famille déménage au gré des affectations militaires, tout en gardant des liens avec l’île du Cap-Breton d’où sont issus son père, d’origine écossaise, et sa mère, d’origine libanaise.
Après des études à l’École nationale de théâtre à Montréal, elle s’installe à Toronto où elle s’illustre comme comédienne. Elle publie une première pièce, Goodnight Desdemona (Good Morning Juliet), couronnée par le Governor General’s Award, le Chalmers Award ainsi que le Canadian Authors’ Association Award.
En 1996, son premier roman Fall on Your Knees (Un parfum de cèdre, Flammarion Québec, 1999) se hisse parmi les best-sellers internationaux, traduit en dix-neuf langues et vendu à trois millions d’exemplaires. Il remporte le Commonwealth Prize for Best First Fiction, le People’s Choice Award et le Libris Award de la Canadian Booksellers Association. En 2002, il atteint la consécration en étant choisi par le Oprah’s Book Club.
En 2003 paraît The Way the Crow Flies (Le vol du corbeau, Flammarion Québec, 2004), qui connaît aussi un immense
succès international. À la télévision de la CBC, Ann-Marie MacDonald présente durant
plusieurs années la série documentaire Life and Times. Elle anime aujourd’hui l’émission hebdomadaire Doc Zone et demeure très active sur la scène théâtrale. Adult Onset, son troisième roman, paru en 2014, sera publié en français en 2015 par Flammarion Québec sous le titre L’air adulte.
Ann-Marie MacDonald vit actuellement à Montréal avec sa conjointe Alisa Palmer (en) et leurs deux enfants.

## Œuvres
- Goodnight Desdemona (Good Morning Juliet) - 1988 théâtre
- Where the Spirit Lives - 1989
- The Arab's Mouth - 1990 (pièce de théâtre)
- Nigredo Hotel - 1992 (livret d'opéra)
- The Attic, the Pearls and Three Fine Girls - 1995 (pièce de théâtre)
- Fall on Your Knees - 1996 (roman) ; Un parfum de cèdre, Flammarion Québec, 1999 (Prix du Gouverneur général du Canada pour la traduction de Lori Saint-Martin et de Paul Gagné) ; (semi-poche), Flammarion Québec, 2000 ; (format poche), Flammarion Québec, 2015.
- Anything That Moves - 2000 (paroles de chansons)
- The Way the Crow Flies - 2003 (roman nommé pour le Giller Prize) ; Le vol du corbeau (traduction de Lori Saint-Martin et Paul Gagné), Flammarion Québec, 2004 ; (semi-poche), Flammarion Québec, 2005.
- Belle Moral - 2004 (pièce de théâtre)
- Adult Onset - 2014 (roman) ; L'air adulte (traduction de Lori Saint-Martin et Paul Gagné), Flammarion Québec, 2015.
- Fayne - 2022 ( roman) (traduction de Paul Gagné), Flammarion Québec, 2024).

## Filmographie
- 1983 : Introducing... Janet : Merilee
- 1983 : The Wars : Rowena Ross
- 1984 : Jet Lag (Unfinished Business) : Paula
- 1986 : Mafia Princess (TV) : Student
- 1987 : I've Heard the Mermaids Singing : Mary Joseph
- 1989 : Where the Spirit Lives : Kathleen Gwillimbury
- 1990 : Les Valeurs du cœur (Where the Heart Is) : T.V. Reporter (Stock Exchange)
- 1992 : Amours interdites : au-delà des préjugés, vies et paroles de lesbiennes (Forbidden Love: The Unashamed Stories of Lesbian Lives) : la narratrice (voix)
- 1993 : Abus de confiance (Shattered Trust: The Shari Karney Story) (TV) : Diana Marsden
- 1994 : Paint Cans : Inge Von Nerthus
- 1994 : Le Babymaker (The Babymaker: The Dr Cecil Jacobson Story) (TV) : Mrs. Smith
- 1995 : A Taste of Shakespeare (série TV) : Portia
- 1995 : Friends at Last (TV) : Mother at School
- 1996 : Getting Away with Murder : Martys Party Guest #3
- 1996 : Her Desperate Choice (TV) : Teacher
- 1997 : Un amour abusif (Too Close to Home) (TV) : Dr Sawyer
- 1999 : Better Than Chocolate : Frances
- 2002 : Interviews with My Next Girlfriend
- 2006 : The L Word : Julia
- 2006 : Slings & Arrows (en) (série télévisée)

## Récompenses et Nominations

### Récompenses
Commonwealth Prize for Best First Fiction
People’s Choice Award
Libris Award

## Honneurs
- Le 27 décembre 2018, elle est nommée Officier de l'Ordre du Canada[2].